# Freshta Karim
Freshta Karim é uma ativista afegã pelos direitos infantis e apresentadora de televisão. Foi nomeada como uma das 100 mulheres da BBC em 2021.

## Biografia
Frestha Karim começou aos 12 anos, aparecendo na televisão infantil e produzindo reportagens sobre o estado dos direitos das crianças no Afeganistão, e desde então continuou trabalhando no campo. Graduou-se em 2016 de um mestrado em políticas públicas na Somerville College, Universidade de Oxford, Inglaterra, e em seguida,  voltou ao Afeganistão. Criou uma organização sem fins lucrativos de uma biblioteca móvel chamada Charmaghz, que se constrói dentro de um ônibus alugado. Ao país devastado pela guerra, onde muitos perderam o acesso à educação, o ônibus viaja regularmente por Kabul e atende principalmente crianças. O ônibus percorreu os bairros da cidade levando livros e atividades artísticas para centenas de crianças, com Karim frequentemente embarcando no ônibus para ler histórias para os passageiros. Atualmente, o projeto está financiado por doações privadas e amigos.
Karim revelou o enorme sentimento de perda experimentado por todas as famílias afegãs após décadas de conflito, incluindo a sua. Durante o poderoso discurso à sessão informativa aberta sobre a Missão de Assistência das Nações Unidas ao Afeganistão, dada a distância desde Oxford, explicou: «Todas as famílias afegãs, incluso a minha, perderam ao menos um membro da família nas décadas de guerra sem fim. Os nossos cemitérios são prova disso, e as nossas terras testemunham a quantidade de sangue humano derramado», disse ao Conselho de Segurança. Dada as estruturas de poder excludentes do Talibã, Freshta também pediu às Nações Unidas que trabalhem com todas as partes para criar uma estrutura política que permita a coexistência e ponha fim ao ciclo de guerra em que o Afeganistão ficou preso e evite mais perdas de vidas.

## Prêmios e reconhecimentos
Em 2021, foi incluída na lista das 100 mulheres mais influentes do mundo segundo a BBC:100 Women.